# Nevşehir (stad)
Nevşehir is een stad in de Centraal-Turkse streek Cappadocië. De stad heeft ongeveer 82.000 inwoners en is de hoofdstad van de gelijknamige provincie.
In de oudheid heette de stad Nyssa. De christelijke heilige en theoloog Gregorius van Nyssa was er bisschop in de 4e eeuw n.Chr. Onder de Ottomanen werd de naam van de stad veranderd in Muskara. De schoonzoon van sultan Ahmed III, grootvizier Damad Ibrahim Pasja, werd er geboren en liet een groot aantal openbare gebouwen in de stad bouwen. De naam van de stad werd veranderd in Nevşehir (afgeleid van Nevsehir, 'nieuwe stad' in het Perzisch).

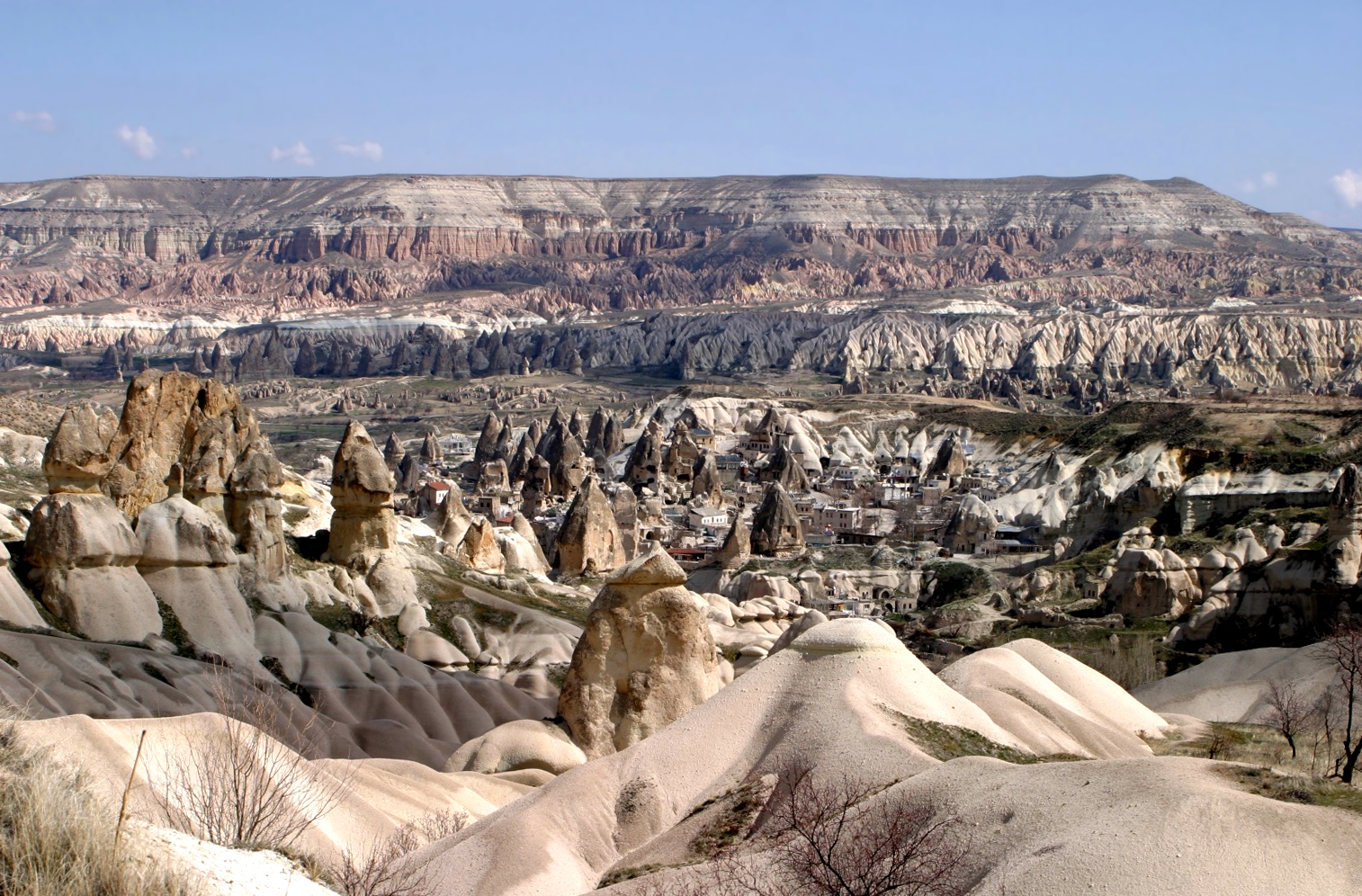
Nevşehir